# میلک بار
میلک بار (انگلیسی: Milk Bar) با نام پیشین موموفوکو میلک بار یک نانوایی و قنادی زنجیره‌ای در ایالات متحده آمریکا که در سال ۲۰۰۸ توسط کریستینا تسی بنیان نهاده شد. میلک بار شعب متعددی در برخی شهرهای آمریکا از جمله نیویورک، لس آنجلس، واشینگتن، دی.سی.، لاس وگاس و بلویو، واشینگتن دارد.
توسی بنیان‌گذار میلک بار است و تا تاریخ نوشتن این مقاله (۲۰۱۸) همچنان همراه با سرمایه گذاران دیگر مالک این فروشگاه‌های زنجیره‌ای است. تصمیم‌گیرنده و خلق‌کنندهٔ دستورالعمل‌های پخت شیرینی و نان و سایر محصولات این فروشگاه همچنان خودِ کریستینا تسی است.